# Steve Miller (artiste)
Pour les articles homonymes, voir Steve Miller (homonymie) et Miller.
Steve Miller, né le 12 octobre 1951 à Buffalo dans l'État de New York, est un artiste multimédia, qui réalise des peintures, des sérigraphies, des livres d'artistes et des sculptures. À travers son art, il explore l'influence de la science et de la technologie sur la culture moderne.

## Biographie

### Naissance et éducation
Steve Miller naît en 1951 à Buffalo dans l'État de New York,.
Il reçoit son BA en 1973 du Collège Middlebury et fréquente également  l' École de peinture et de sculpture de Skowhegan en 1973.

### Carrière
Steve Miller vit et travaille entre New York et Eastern Long Island à partir de 1975. Son parcours professionnel comprend plus de 50 expositions individuelles dans des lieux tels que l'Académie nationale des sciences, le Hong Kong Arts Centre, le Rose Art Museum, le Centre International d'Art Visuels CARGO à Marseille et le CAPC musée d'art contemporain de Bordeaux. Son travail fait également l'objet d'expositions collectives au New Museum au Bronx Museum, au Brooklyn Museum of Art et au Everson Museum of Art. En 2004, Miller est boursier de la New York Foundation for the arts. 
Son travail ou des critiques de son travail ont été publiés dans Le Monde, La Nouvelle République, Art Press, Beaux Arts magazine, Süddeutsche Zeitung, South China Morning Post, The New York Times, Artforum, Art News et Art in America.

### Œuvres importantes
Il est l'un des pionniers du mouvement Sci-Art. 